# Prometheus: The Discipline of Fire & Demise
Prometheus: The Discipline of Fire & Demise četvrti je i posljednji studijski album norveškog black metal-sastava Emperor. Album je 22. listopada 2001. objavila diskografska kuća Candlelight Records. 

## O albumu
Prometheus: The Discipline of Fire & Demise stilski se razlikuje od prethodnih Emperorovih glazbenih izdanja, označavajući prijelaz iz black metala prema stilu progresivnog metala.
Godine 2001. bio je nominiran za norvešku Grammy nagradu za najbolji metal album.

## Popis pjesama
Tekstovi i glazba: Ihsahn. 
| 1.    | »The Eruption«            | 6:28 |
| 2.    | »Depraved«                | 6:32 |
| 3.    | »Empty«                   | 4:16 |
| 4.    | »The Prophet«             | 5:41 |
| 5.    | »The Tongue of Fire«      | 7:10 |
| 6.    | »In the Wordless Chamber« | 5:12 |
| 7.    | »Grey«                    | 5:05 |
| 8.    | »He Who Sought the Fire«  | 5:28 |
| 9.    | »Thorns on My Grave«      | 5:55 |
| 51:51 |                           |      |

## Izdanje i recenzije
Dva tjedna prije objave samog albuma, sastav je objavio spot za pjesmu "Empty".
Prometheus: The Discipline of Fire & Demise nije se našao na na top ljestvicama albuma u Sjevernoj Americi i Europi. Unatoč tome, zadobio je mnoge pohvale glazbenih kritičara; metal časopis Kerrang! ga je 10. listopada 2001. proglasio svojim albumom tjedna, uspoređujući ga s Metallicinim albumom Master of Puppets u pogledu kvalitete, dok ga je časopis Terrorizer izabrao za svoj album mjeseca.
John Serba, jedan od kritičara sa stranice AllMusic, pohvalio je album, izjavljujući: "Oni koji su spremni uložiti značajnu količinu vremena u Prometheusa bit će potpuno nagrađeni – kako na intelektualnom, tako i na emocionalnom nivou [...], dok će praktičniji slušatelji koji nisu voljni umetnuti slušalice u uši i hotimice proučiti tekstove smatrati album neshvatljivim"; u dodatku ga je opisao "konceptualni[m] album[om] koji teče od rođenja do smrti; album je takve težine i gustoće da je potrebno približno dva tuceta preslušavanja kako bi slušatelj uopće mogao početi prigrljivati dubinu njegove kompozicije i njegovu mukotrpnu pažnju na detalje."
Godine 2003., u recenziji Emperorove kompilacije Scattered Ashes: A Decade of Emperial Wrath, Dominique Leon iz Pitchforka izjavio je kako je Prometheus "prilično zapanjujuć" i "nedvojbeno [Emperorov] tehnički i kompozicijski najsloženiji album".

## Zasluge
| Emperor - Ihsahn – vokali, gitara, klavijature, bas-gitara, programiranje, produkcija - Samoth – dodatna gitara - Trym – bubnjevi, udaraljke | Ostalo osoblje - Thorbjørn Akkerhaugen – miksanje - Tom Kvålsvoll – mastering - Johan Hammarman – ilustracije, fotografija - Christophe Szpajdel – logotip |